# Keyes (Oklahoma)
Keyes è un comune degli Stati Uniti d'America, situato nello Stato dell'Oklahoma, nella Contea di Cimarron.